# ミード・ルクス・ルイス
ミード・ルクス・ルイス（Meade Lux Lewis、1905年9月4日 - 1964年6月7日）、アメリカ人のピアニスト、作曲家。ブギウギ形式の作品で知られる。最も有名な作品は『Honky Tonk Train Blues』で、たくさんの人にカバーされた。

## 略歴
本名はアンダーソン・ミード・ルイスで、イリノイ州シカゴ生まれ。ジミー・ヤンシーの影響を受けた。
1927年、「Honky Tonk Train Blues」でパラマウント・レコードからデビューした。
1935年にパーロフォンから同曲をセルフカバー。1937年にビクターからもう一度カバー。1939年のニューヨークでのラジオ放送の録音が存在する。
ジョン・ハモンドによる1938年の歴史的コンサート「From Spirituals to Swing」に出演し、注目される。
一緒に出演していたアルバート・アモンズ、ピート・ジョンソンとの3人でトリオを組んで、当時の代表的ブギウギ演奏家となった。
彼らはキャバレー「カフェ・ソサイエティ (Café Society)」と長期契約し、トリオでツアーし、1939年のブルーノート・レコードの発足を促した（ブルーノートのレーベルとしての初録音が彼とアルバート・アモンズの共演作）。
彼らの成功でブギウギは10年にわたって大流行した。
トミー・ドーシー、ウィル・ブラッドリーなどはブギウギをビッグバンド・アレンジにし、カントリー・ブギ、初期のロックンロール・ソングも流行った。
ルイ・アームストロング（サッチモ）やビリー・ホリデイの出演した映画『ニューオーリンズ』(同作品中でブギウギ・ピアノを演奏するルイスの演奏に乗ってきたサッチモが後ろからルイスに近づき、声をかける。「よう、イカすな! なんて名前だい?」ルイス「ミード・ルクス・ルイスだよ」サッチモ「そうかい。おれはサッチモだよ、よろしくな」……というシーンがある)、映画『Nightmare』(1956年)、映画『素晴らしき哉、人生!』に出演。
1964年にミネアポリスで交通事故により死去。58歳没。

## 遺産
代表曲「Honky Tonk Train Blues」は様々なアレンジで演奏されている。初期にはエイドリアン・ロリーニ、フランキー・トランバウアー、クラシック音楽のハープシコード奏者シルヴィア・マーロウ、オルガン奏者のジョージ・ライト、ボブ・ザーク・ウィズ・ボブ・クロスビーズ・オーケストラがカバーした。エマーソン・レイク・アンド・パーマーのキース・エマーソンは頻繁に同曲を演奏し、1972年にシングルとして録音した（アルバム『作品第2番』収録）。
ルイスはカート・ヴォネガットの小説『猫のゆりかご』の第81章、ロス・マクドナルドの小説『The Moving Target』、キース・リチャーズの自伝『Life』に登場する。

## ディスコグラフィ
- 1975 - Tell Your Story, Oldie Blues, OL 2805[5]
- 1982 - Giant of Blues and Boogie Woogie 1905-1964, Oldie Blues, OL 2810[6]
- 1984 - Chicago Piano Blues and Boogie Woogie 1936-1951 Vol. 3, Oldie Blues, OL 2827[7]